# Museo dell'aeronautica (Belgrado)
Il Museo dell'aeronautica (in lingua serba Музеј ваздухопловства) è situato a Belgrado, Serbia. Fondato nel 1957 e localizzato nell'Aeroporto di Belgrado-Nikola Tesla, il museo è aperto solo dal 21 maggio 1989.
La collezione principale è ospitata in una struttura di vetro a base geodica, opera dell'architetto bosniaco Ivan Štraus, mentre altri piccoli aerei o elicotteri sono esposti in altri edifici o all'esterno.